# Noordelijk kampioenschap hockey heren
Het Noordelijk kampioenschap hockey heren is de voormalige hoogste hockeycompetitie voor heren in het noorden van Nederland waaraan werd deelgenomen door verenigingen uit Drenthe, Friesland en Groningen.

## Historie
In 1927/1928 werd voor de eerste maal een noordelijk kampioenschap georganiseerd door de verenigingen onderling. Het betrof hier een gemengde competitie voor heren en dames. De winnaar hiervan werd LHC uit Leeuwarden. In 1928/1929 werd onder auspiciën van de pas opgerichte Noordelijke Hockey Bond voor het eerst een noordelijk kampioenschap voor heren georganiseerd. In de zomer van 1932 stapten de meeste noordelijke verenigingen over naar de landelijke bond NHB. De Noordelijke Hockey Bond organiseerde in 1932/1933 nog wel haar eigen competitie maar nu de sterkste verenigingen in de competitie van de landelijke bond speelden telt deze niet mee als noordelijk kampioenschap.
Tot en met 1931/1932 werd het noordelijke kampioenschap afgewerkt in een Friese en een Groningse afdeling waarvan de kampioenen tegen elkaar speelden om de noordelijke titel. Vanaf 1932/1933 was er een ongedeelde noordelijke hoogste afdeling, in dit eerste seizoen eenvoudigweg noordelijke afdeling geheten. Vanaf 1933/1934 was de benaming noordelijke promotieafdeling en vanaf 1937/1938 werd het de noordelijke promotieklasse. In de oorlogsjaren werd de promotieklasse weer in twee groepen gesplitst in verband met vervoersproblemen. In 1946 kreeg het noorden een eerste klasse en mocht de kampioen van het noorden meedoen aan de strijd om het landskampioenschap. Het is geen enkele noordelijke vereniging ooit gelukt landskampioen te worden.
In 1973 betekende de invoering van de hoofdklasse in Nederland het einde van de strijd om de noordelijke titel.

## Bijzonderheden
DBS en HMC zijn er als enige verenigingen in geslaagd vijf keer op rij noordelijk kampioen te worden.
Tot en met 1946 was de promotieklasse de hoogste competitie in het noorden. Het noordelijk kampioenschap gaf dan ook geen recht op deelname aan de kampioenscompetitie waarin de regionale kampioenen om het nationale kampioenschap streden. Aan het eind van het seizoen 1945/46 promoveerden alle noordelijke promotieklassers naar de nieuw gevormde eerste klasse. Na het westen (1897), het oosten (1926) en het zuiden (1934) had nu ook het noorden zijn eerste klasse. Vanaf het seizoen 1946/1947 mocht de kampioen van het noorden dan ook deelnemen aan de kampioenscompetitie om de landstitel.

## Noordelijke kampioenen hockey heren
| Seizoen   | Winnaar             |
| --------- | ------------------- |
| 1928/1929 | DBS                 |
| 1929/1930 | DBS                 |
| 1930/1931 | DBS                 |
| 1931/1932 | DBS                 |
| 1932/1933 | DBS                 |
| 1933/1934 | GHC                 |
| 1934/1935 | HCW                 |
| 1935/1936 | DBS                 |
| 1936/1937 | Groningen           |
| 1937/1938 | Groningen           |
| 1938/1939 | Groningen           |
| 1939/1940 | Groningen           |
| 1940/1941 | HVA                 |
| 1941/1942 | -                   |
| 1942/1943 | -                   |
| 1943/1944 | LHC                 |
| 1944/1945 | geen competitie     |
| 1945/1946 | Groningen           |
| 1946/1947 | competitie gestaakt |
| 1947/1948 | Groningen           |
| 1948/1949 | LHC                 |
| 1949/1950 | Groningen           |
| 1950/1951 | Groningen           |

| Seizoen   | Winnaar             |
| --------- | ------------------- |
| 1951/1952 | Groningen           |
| 1952/1953 | Meppel              |
| 1953/1954 | Meppel              |
| 1954/1955 | Groningen           |
| 1955/1956 | Meppel              |
| 1956/1957 | Meppel              |
| 1957/1958 | GSHC                |
| 1958/1959 | GSHC                |
| 1959/1960 | LHC                 |
| 1960/1961 | LHC                 |
| 1961/1962 | LHC                 |
| 1962/1963 | competitie gestaakt |
| 1963/1964 | HMC                 |
| 1964/1965 | HMC                 |
| 1965/1966 | HMC                 |
| 1966/1967 | HMC                 |
| 1967/1968 | HMC                 |
| 1968/1969 | Groningen           |
| 1969/1970 | HMC                 |
| 1970/1971 | Gron.Studs          |
| 1971/1972 | Gron.Studs          |
| 1972/1973 | Gron.Studs          |

## Aantal titels per club
| Club             | Titels |
| ---------------- | ------ |
| Groningen        | 11     |
| DBS              | 6      |
| HMC              | 6      |
| LHC              | 5      |
| Gron.studs /GSHC | 5      |
| Meppel           | 4      |
| GHC              | 1      |
| HCW              | 1      |
| HVA              | 1      |

1928/29 · 1929/30 · 1930/31 · 1931/32 · 1932/33 · 1933/34 · 1934/35 · 1935/36 · 1936/37 · 1937/38 · 1938/39 · 1939/40 · 1940/41 · 1941/42 · 1942/43 · 1943/44 · 1944/45 · 1945/46 · 1946/47 · 1947/48 · 1948/49 · 1949/50 · 1950/51 · 1951/52 · 1952/53 · 1953/54 · 1954/55 · 1955/56 · 1956/57 · 1957/58 · 1958/59 · 1959/60 · 1960/61 · 1961/62 · 1962/63 · 1963/64 · 1964/65 · 1965/66 · 1966/67 · 1967/68 · 1968/69 · 1969/70 · 1970/71 · 1971/72 · 1972/73